# Perry Moss
Perry Victor Moss (Tucson, 11 novembre 1958) è un ex cestista statunitense, professionista nella NBA.

## Carriera
È stato selezionato dai Boston Celtics al terzo giro del Draft NBA 1982 (69ª scelta assoluta).

## Palmarès
- CBA All-Defensive Second Team (1984)